# Lomelosia graminifolia
Espèce
Classification phylogénétique
Lomelosia graminifolia, la Lomélosie à feuilles de graminée ou Scabieuse à feuilles de graminée, est une espèce de plantes herbacées vivaces de la famille des Dipsacaceae selon la classification classique de Cronquist (1981), de la famille des Caprifoliaceae selon la classification phylogénétique.

## Description
Plante velue, haute de 15 à 50 cm, aux feuilles glauques, allongées, ressemblant aux feuilles des poacées (graminées). Les tiges non ramifiées portent un capitule unique pouvant atteindre 5 cm de diamètre. 

## Distribution
Elle est originaire d'Europe : Suisse, Albanie, Grèce, Italie, France, Espagne et Balkans. Croatie 
En France, cette plante vit sur les pentes rocailleuses des Alpes. Elle est rare et protégée dans les Pyrénées.

## Taxonomie
- Synonyme ancien : Scabiosa graminifolia L., 1755 basionyme